# Nastro di Broselow

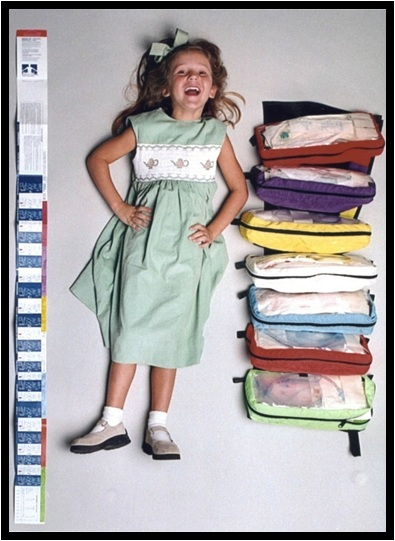
Nastro di Broselow

Il nastro di Broselow è uno strumento utilizzato nelle emergenze pediatriche per determinare rapidamente la terapia più appropriata e i dosaggi corretti dei farmaci, basandosi sulla lunghezza (altezza) del bambino. Agli intervalli di altezza individuati dal nastro di Broselow, corrispondono dei colori a cui fare riferimento.

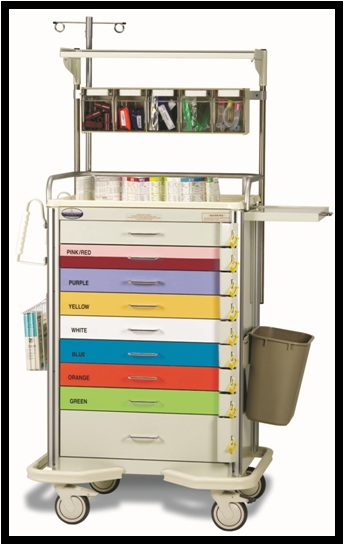
Carrello per le emergenze con i cassetti divisi per colore secondo il nastro di Broselow

Nei reparti pediatrici i carrelli per le emergenze e alcune attrezzature sono divise sulla base dei colori indicati dal nastro di Broselow, permettendo ai sanitari di reperire facilmente le attrezzature della giusta dimensione e i farmaci nel corretto dosaggio.
I valori contenuti nel nastro di Broselow riguardano: dosaggi dei farmaci comuni nelle emergenze cardiorespiratorie, dimensioni di tubi e aghi, valori di energia per il defibrillatore e stima del peso corporeo del bambino sulla base dell’altezza.
Il nastro di Broselow individua 10 fasce di età, dal bambino neonato al bambino di 10-11 anni, fino a un peso massimo di 36 kg. Oltre i 36 kg, che corrispondono a 12 anni di età, è opportuno procedere secondo le linee guida per pazienti adolescenti o adulti, con le dovute accortezze.

## Storia
Il nastro è stato inventato dai dottori James Broselow e Robert Luten, due medici che lavoravano in pronto soccorso negli anni Ottanta. La prima versione risale al 1985, ma il nastro è stato rivisitato e standardizzato sulla base delle linee guida del subcomitato per il supporto vitale avanzato pediatrico, di cui i due inventori facevano parte. 

## Utilizzo
L’utilizzo del nastro di Broselow è immediato: si dispiega il nastro accanto al paziente supino, facendo corrispondere l’inizio del nastro di colore rosso con la testa del bambino. Il colore che si allinea ai piedi del paziente sarà quello da consultare.
Qualora il paziente sia visibilmente sovrappeso, è opportuno valutare di prendere come riferimento il colore successivo rispetto a quello corrispondente all’altezza. 

### Accuratezza
Il nastro di Broselow fornisce una stima basata su un singolo dato, si raccomanda pertanto di utilizzarlo verificando la coerenza delle stime. Lo strumento è tarato rispetto al 50esimo percentile del peso corporeo in funzione dell’altezza, fornendo così un modello ideale del peso del paziente per il dosaggio dei farmaci.
Si è verificato che il 42% delle stime del nastro sono inaccurate, sovrastimando il peso nel 12,6% dei casi e sottostimandolo nel 29,4% dei casi. L’errore era tuttavia dell’entità di una singola fascia di colore.

## Struttura
Il nastro di Broselow è diviso in nove colori. Ogni colore indica un intervallo di peso, ma è possibile stimare il peso con maggiore precisione facendo riferimento alla fascia posta sulla parte del nastro più vicina all’operatore e considerando una perpendicolare al nastro allineata al piede del paziente.
| Colore    | Altezza        | Intervallo di peso | Età stimata      |
| --------- | -------------- | ------------------ | ---------------- |
| Grigio    | 46,8-59,2 cm   | 3-5 kg             | Neonato - 2 mesi |
| Rosa      | 59,2-66,9 cm   | 6-7 kg             | 4 mesi           |
| Rosso     | 66,9-74.2 cm   | 8-9 kg             | 8 mesi           |
| Viola     | 74,2-83,8 cm   | 10-11 kg           | 1 anno           |
| Giallo    | 83,8-95,4 cm   | 12-14 kg           | 2 anni           |
| Bianco    | 95,4-108,3 cm  | 15-18 kg           | 4 anni           |
| Blu       | 108,3-121,5 cm | 19-23 kg           | 6 anni           |
| Arancione | 121,5-130,7 cm | 24-29 kg           | 8 anni           |
| Verde     | 130,7-143,3 cm | 30-36 kg           | 10 anni          |

Sono state sviluppate delle applicazioni per cellulare che permettono di accedere alle informazioni del nastro di Broselow semplicemente indicando il peso, l’altezza o il colore corrispondente.